# Furtadoa
Furtadoa é um género botânico da família das aráceas.